# Ховентут
«Ховентут» (кат. Club Joventut de Badalona) — один из ведущих баскетбольных клубов Испании, представляет город Бадалона. Официальное спонсорское название клуба с 2011 года — FIATC Joventut.

## История
30 марта 1930 года в Бадалоне было образовано спортивное общество Penya Spirit of Badalona. В нём развивались такие виды спорта, как баскетбол, футбол, теннис, велосипедные гонки и т. д. В 1932 году оно сменило название на Centre Esportiu Badaloní, а с 1939 года по настоящее время именуется Club Joventut de Badalona. В 1940 году главным видом спорта в клубе был признан баскетбол, а цветами клуба стали зелёный и чёрный.
В 1950—1980-е годы сильнейшим клубом в испанском баскетболе был «Реал Мадрид», а главными соперниками мадридцев были «Ховентут» и «Барселона».
В 1992 году «Ховентут» вышел в финал Кубка чемпионов, где уступил белградскому «Партизану» одно очко. В 1994 году «Ховентут» выиграл Кубок чемпионов, в финале обыграв греческий «Олимпиакос», став второй испанской командой после «Реала», выигравшей этот турнир.
В 2008 году «Ховентут» выиграл Кубок Испании и Кубок Европы УЛЕБ.

## Титулы
- Кубок европейских чемпионов:
  - Победа : 1994
  - Финал: 1992
- Кубок Европы УЛЕБ: 2008
- Чемпион Испании: 1967, 1978, 1991, 1992
- Кубок вызова ФИБА: 2006
- Кубок Испании: 1948, 1953, 1955, 1958, 1969, 1976, 1997, 2008
- Кубок Корача: 1981, 1990

## Сезоны
| Сезон   | Лига | Уровень | Рег. Чемп. | Плей-офф      | Еврокубки |
| ------- | ---- | ------- | ---------- | ------------- | --------- |
| 2014-15 | АСВ  | 1       | 7          | Четвертьфинал | -         |
| 2015-16 | АСВ  | 1       | -          | -             | -         |

## Текущий состав
| \| Поз. \| № \| Гражд. \| Имя \| Дата рождения (возраст) \| Рост \| Вес \| Звание \| \| ---- \| -- \| ------ \| --------------------- \| ------------------------ \| ------ \| ----- \| ------ \| \| РЗ \| 0 \| \| Ненад Димитриевич \| 23 февраля 1998 (27 лет) \| 187 см \| \| \| \| ЛФ \| 1 \| \| Шон Доусон \| 12 декабря 1993 (31 год) \| 198 см \| \| \| \| АЗ \| 4 \| \| Пау Рибас \| 2 марта 1987 (38 лет) \| 196 см \| \| \| \| ЛФ \| 6 \| \| Хавьер Лопес-Аростеги \| 19 мая 1997 (28 лет) \| 200 см \| \| \| \| ТФ \| 9 \| \| Конор Морган \| 3 августа 1994 (30 лет) \| 206 см \| \| \| \| АЗ \| 14 \| \| Альберт Вентура \| 7 апреля 1992 (33 года) \| 191 см \| 91 кг \| \| \| РЗ \| 32 \| \| Артурс Жагарс \| 21 апреля 2000 (25 лет) \| 190 см \| \| \| \| Ц \| 35 \| \| Симон Биргандер \| 23 октября 1997 (27 лет) \| 209 см \| \| \| \| Ц \| 88 \| \| Анте Томич \| 17 февраля 1987 (38 лет) \| 218 см \| \| \| | Главный тренер - Карлес Дуран Ассистенты тренера Легенда - (К) — Капитан команды Последнее изменение: 19 июля 2020 |                         |                       |                          |        |       |        |
| Поз. | № | Гражд.                  | Имя                   | Дата рождения (возраст)  | Рост   | Вес   | Звание |
| РЗ | 0 | Флаг Северной Македонии | Ненад Димитриевич     | 23 февраля 1998 (27 лет) | 187 см |       |        |
| ЛФ | 1 | Израиль                 | Шон Доусон            | 12 декабря 1993 (31 год) | 198 см |       |        |
| АЗ | 4 | Испания                 | Пау Рибас             | 2 марта 1987 (38 лет)    | 196 см |       |        |
| ЛФ | 6 | Испания                 | Хавьер Лопес-Аростеги | 19 мая 1997 (28 лет)     | 200 см |       |        |
| ТФ | 9 | Канада                  | Конор Морган          | 3 августа 1994 (30 лет)  | 206 см |       |        |
| АЗ | 14 | Испания                 | Альберт Вентура       | 7 апреля 1992 (33 года)  | 191 см | 91 кг |        |
| РЗ | 32 | Латвия                  | Артурс Жагарс         | 21 апреля 2000 (25 лет)  | 190 см |       |        |
| Ц | 35 | Швеция                  | Симон Биргандер       | 23 октября 1997 (27 лет) | 209 см |       |        |
| Ц | 88 | Хорватия                | Анте Томич            | 17 февраля 1987 (38 лет) | 218 см |       |        |

## Известные игроки
- Рауль Лопес
- Алекс Мумбру
- Рики Рубио
- Руди Фернандес
- Зоран Славнич
- Жан Табак
- Урош Трипкович
- Марсельньо Уэртас
- Марко Тодорович